# Brca (Bar)
Pour les articles homonymes, voir Brca.
Brca (en serbe cyrillique : Брца) est un village du sud du Monténégro, dans la municipalité de Bar.

## Démographie

### Évolution historique de la population
| 1948 | 1953 | 1961 | 1971 | 1981 | 1991 | 2003 |
| ---- | ---- | ---- | ---- | ---- | ---- | ---- |
| 116  | 112  | 128  | 157  | 205  | 141  | 214  |